# Бубново (Московская область)
Бубно́во — деревня в Раменском муниципальном районе Московской области. Входит в состав сельского поселения Ульянинское. Население — 66 чел. (2010).

## Название
В писцовой книге XVII века упоминается как Бубново, в материалах Генерального межевания XVIII века — Бубново-Голтево, с середины XIX века снова Бубново. Название связано с некалендарным личным именем Бубен.

## География
Деревня Бубново расположена в южной части Раменского района, примерно в 30 км к югу от города Раменское. Высота над уровнем моря 132 м. В 3 км к северу от деревни протекает река Отра. Ближайший населённый пункт — деревня Лаптево.

## История
В 1926 году деревня являлась центром Бубновского сельсовета Ульяновской волости Бронницкого уезда Московской губернии.
С 1929 года — населённый пункт в составе Бронницкого района Коломенского округа Московской области. 3 июня 1959 года Бронницкий район был упразднён, деревня передана в Люберецкий район. С 1960 года в составе Раменского района.
До муниципальной реформы 2006 года деревня входила в состав Ульянинского сельского округа Раменского района.

## Население
| 1926 | 2002 | 2010 |
| ---- | ---- | ---- |
| 222  | ↘4   | ↗66  |

В 1926 году в деревне проживало 222 человека (99 мужчин, 123 женщины), насчитывалось 46 крестьянских хозяйств. По переписи 2002 года — 4 человека (2 мужчины, 2 женщины).